# Ursem
Ursem est un village néerlandais situé dans la commune de Koggenland, dans la province de la Hollande-Septentrionale. Le 1er janvier 2004, le village comptait 2 670 habitants.
Une partie du polder de Schermer, appelé le polder O, fait également partie d'Ursem. Ainsi, le territoire du village d'Ursem se situe-t-il également en partie dans l'ancienne commune de Schermer.

## Histoire
Ursem a été une commune indépendante jusqu'au 1er janvier 1979. À cette date, elle fusionne avec Avenhorn, Oudendijk et Berkhout pour former la commune de Wester-Koggenland.